# 卡勒维尔双教堂村
卡勒维尔双教堂村（法語：Calleville-les-Deux-Églises，法語發音：[kalvil le dø.z‿eɡliz]）是法国滨海塞纳省的一个市镇，属于迪耶普区。

## 地理
卡勒维尔双教堂村（49°42'22"N, 1°1'23"E）面积5.71 平方千米，位于法国诺曼底大区滨海塞纳省，该省份为法国北部沿海省份，其西部及北部濒大西洋英吉利海峡，东起顺时针与索姆省、瓦兹省、厄尔省和卡爾瓦多斯省接壤。
与卡勒维尔双教堂村接壤的市镇（或旧市镇、城区）包括：瓦勒德萨讷、科地区博瓦尔、科地区贝尔维尔、比维尔拉拜尼亚尔德、托特。

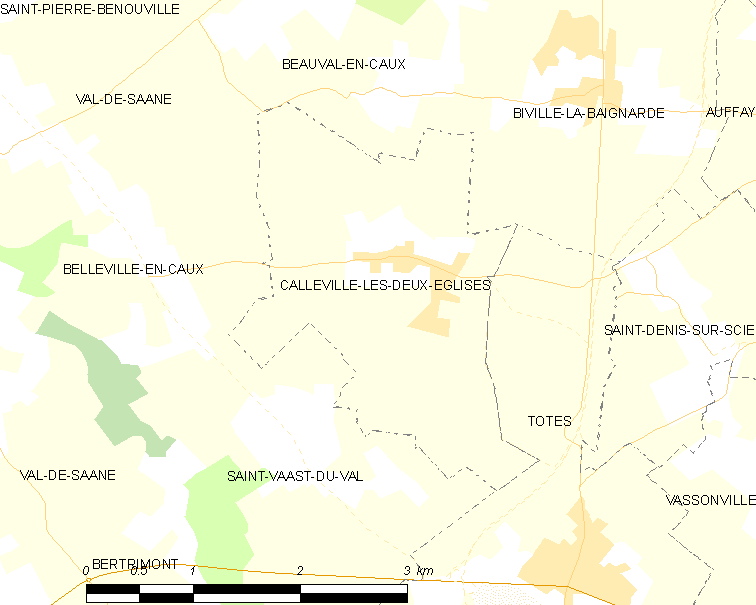
卡勒维尔双教堂村的OSM定位图

卡勒维尔双教堂村的时区为UTC+01:00、UTC+02:00（夏令时）。

## 行政
卡勒维尔双教堂村的邮政编码为76890，INSEE市镇编码为76153。

## 政治
卡勒维尔双教堂村所属的省级选区为吕讷赖县。

## 人口

1962-2008年间卡勒维尔双教堂村人口变化图示

卡勒维尔双教堂村于2022年1月1日时的人口数量为329人。